# 宣華夫人陳氏

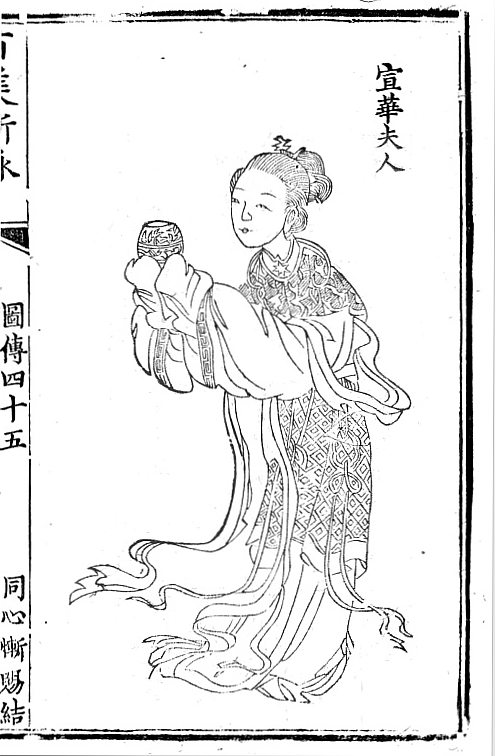
『百美新詠図伝』

宣華夫人陳氏（せんかふじん ちんし、577年 - 605年）は、南朝陳の宣帝と施姫のあいだの娘。隋の文帝楊堅並びに煬帝楊広の寵妃となった。

## 経歴
陳で寧遠公主に封じられた。聡明で容姿は美しく、ならぶものもなかったといわれる。
陳が滅亡すると、隋の後宮に入れられて嬪となった。当時独孤皇后の性格は嫉妬深く、後宮に進められる女子もまれであったが、陳氏のみは許されて寵愛を受けた。晋王楊広は皇太子の位を兄の楊勇から奪うため、陳氏に金蛇や金駝などの宝物を贈って取り入った。皇太子の廃立にあたっては、陳氏の後援も有力であった。独孤皇后が死去すると、位は貴人に進み、文帝の寵愛を独占した。仁寿4年（604年）、文帝が死去すると、遺詔により陳氏は宣華夫人となった。煬帝即位の後、仙都宮に居をうつしたが、まもなく再び後宮に入れられた。大業元年（605年）、死去した。享年は29。煬帝は彼女のことを悼んで、「神傷賦」を作った。

## 逸話
『資治通鑑』の記載によると、文帝が仁寿宮で病床についた時、陳氏と皇太子楊広は文帝のそばで看病した。陳氏が着替えに出たところを、楊広が関係を迫り、陳氏はこれを拒んで文帝のところに逃げ帰った。文帝が怪しんで問い質すと、陳氏は楊広の無礼を訴えた。文帝は「畜生、何ぞ大事を付するに足らん。独孤、誠に我を誤てり」といって激怒した。文帝は兵部尚書の柳述と黄門侍郎の元厳を呼んで、廃太子の楊勇を召し出すよう命じた。柳述と元厳がこのことを左僕射の楊素に告げると、楊素は楊広に報告した。楊広は張衡を寝殿に派遣して、陳氏と後宮で看病する人々を別室に移させた。まもなく文帝は死去したが、喪は発せられなかった。陳氏と後宮の人々は事変の発生を察知して戦慄した。夕暮れに楊広からの使者がやってきて、合わせ貼りで封のされたものが陳氏宛てに送られてきたので、陳氏は鴆毒ではないかとおそれて開けられなかった。使者にうながされてしぶしぶ開けると、中からは同心結（愛の契りのお守り）数枚があらわれた。宮人たちは「死を免れた」といって喜んだが、陳氏は怒って席を外し、礼を伝えることもしなかった。宮人たちは使者に返礼するよう陳氏に迫った。その夜、楊広と陳氏は関係した。

## 伝記資料
- 『隋書』巻36 列伝第1
- 『北史』巻14 列伝第2
- 『陳臨賀王国太妃墓誌銘』：太妃姓施氏、京兆郡長安県人也、呉将績之後也。父績、陳始興王左常侍。太妃婉懿在懐、淑慎後質。宣皇帝聘入後宮、寵冠嬪嬙、恩隆椒掖。既而芳蘭在夢、熊羆之兆斯彰；瑞気休符、蘋藻之勤惟潔。載誕臨賀王叔敖、沅陵王叔興、寧遠公主。並桂馥蘭芬、金鏘玉閏。公主以開皇九年金陵平彌、大隋高祖文皇帝納公主、拜為宣華夫人。踵此二橋、非関縝髪。光斯二帳、無待更衣。以大業五年歳次己巳八月十一日薨于頒政里、春秋五十有九。其月十四日塋于高楊原洪固郷。太妃以移居戚里、優賞既隆、湯沐之資、咸従檀舎、式営寺宇、事窮輪煥。聊刊玄石、以述清徽。其詞云爾：
爰自弱齢、作嬪帝閫。貞孝表質、温恭為本。
逝川不留、過隙難駐。蘭蕙倶摧、徽猷同樹。